# Патрульные корабли типа «Мушериб»
Патрульные корабли типа «Мушериб»  — серия морских патрульных кораблей, построенных итальянской компанией Fincantieri для ВМС Катара. 

## Разработка
Компания Fincantieri продемонстрировала морские патрульные корабли класса Musherib для ВМС Катара на выставке DIMDEX 2018. В августе 2017 г. Катар официально объявил о заказе двух кораблей этого класса, контракт был подписан в июне 2016 г.  Ходовые испытания головного корабля начались 2 апреля 2021 года. 
Они могут нести быстроходные катера, такие как надувные лодки с жестким корпусом, для чего оснащены боковыми кранами и подъемными аппарелями.

## Состав серии
| Название | Номер | Верфь                | Заложен    | Спущен     | В строю | Статус      |
| -------- | ----- | -------------------- | ---------- | ---------- | ------- | ----------- |
| Musherib | Q61   | Финкантьери, Муджано | 27.02.2019 | 18.09.2020 | 2022    | В постройке |
| Sheraouh | Q62   | Финкантьери, Муджано |            | 05.06.2021 |         | В постройке |